# Evarcha darinurica
Evarcha darinurica là một loài nhện trong họ Salticidae.
Loài này thuộc chi Evarcha. Evarcha darinurica được Dmitri Viktorovich Logunov miêu tả năm 2001.